# Klikowa (gmina)
Klikowa (od 1951 Łęg Tarnowski) – dawna gmina wiejska istniejąca w latach 1934–1951 w województwie krakowskim (dzisiejsze woj. małopolskie). Siedzibą władz gminy była Klikowa (obecnie część Tarnowa).
Gmina zbiorowa Klikowa została utworzona 1 sierpnia 1934 w powiecie tarnowskim w woj. krakowskim z dotychczasowych jednostkowych gmin wiejskich: Biała, Bobrowniki Wielkie, Chyszów, Ilkowice, Klikowa, Łęg ad Partyń i Niedomice. 
20 kwietnia 1951 gmina została zniesiona, jej dotychczasową siedzibę przeniesiono z Klikowej do Łęgu koło Partynia, a jednostkę przemianowano na gminę Łęg Tarnowski.